# Haus des Sankt Ananias
Das Haus des Sankt Ananias (arabisch كنيسة القديس حنانيا, DMG Kanīsat al-Qiddīs Ḥanāniyā ‚Kapelle des Sankt Ananias‘) ist ein antikes Haus im alten christlichen Viertel der syrischen Hauptstadt Damaskus. Es gilt als das Haus, in dem Hananias Saulus (später Paulus von Tarsus) taufte.
Die Pilgerstätte befindet sich an der nach dem Heiligen benannten Hanania-Straße ein Stück nördlich vom Bab Scharqi (Östliches Tor), das die Gerade Straße der Altstadt von Damaskus (Via Recta) nach Osten begrenzt. Diese Kapelle liegt sechs Meter unter dem modernen Straßenniveau auf der Höhe der römischen Straße. Der Überlieferung nach sollen sich an der rechten Seite der Kapelle Reste vom Haus des Hananias erhalten haben; die auf kreuzförmigem Grundriss errichtete Kapelle selbst stammt aus byzantinischer Zeit.
Das Gebäude diente in osmanischer Zeit als Moschee, die schließlich nicht mehr genutzt wurde und verfiel. Die franziskanische Kustodie des Heiligen Landes erwarb das Haus 1820 und richtete es als Kapelle her. Bei der Christenverfolgung von 1860 wurde diese zerstört und  1867 wieder aufgebaut. Die Restaurierung von 1973 gab der Kapelle ihre heutige Form.

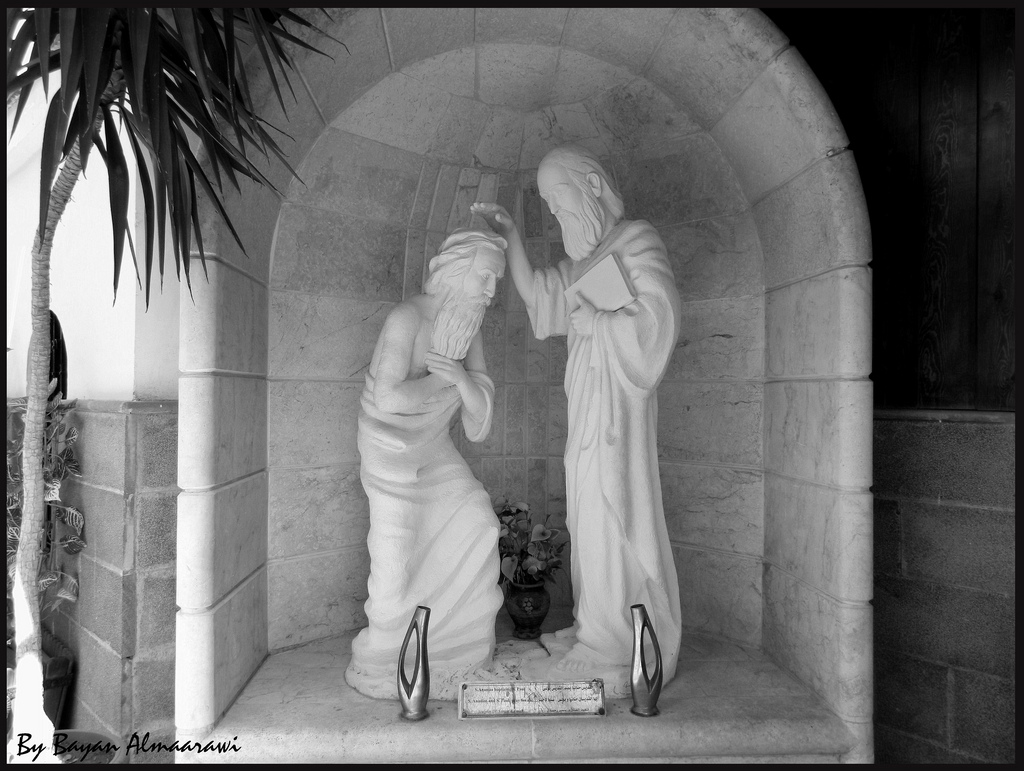
Statuen vor dem Eingang

Die Kapelle gilt als das einzige christliche Gotteshaus aus dem 1. Jahrhundert, das in der heute mehrheitlich islamischen Stadt überdauerte. Sie hat nur eine sehr einfache Struktur, die aus zwei kleinen Zimmern mit Steinwänden besteht, und nur einen Altar, einige Ikonen und wenige Kirchenbänke beinhaltet. Die Abbildungen erzählen die Geschichte der Bekehrung des Apostels Paulus. Sie vertritt die Schlichtheit der ersten Christen und ist eine der frühesten noch bestehenden Kirchen, in denen Gottesdienste bis zum heutigen Tage abgehalten werden.
Eustaches de Lorey führte 1921 Ausgrabungen in der franziskanischen Hananias-Kapelle durch. Die byzantinische Heilig-Kreuz-Kirche (oder Mousallabeh) wurde den Christen von Kalif al-Walid I. überlassen als Ersatz für die von den Muslimen beanspruchten Kirche Johannes des Täufers (Große Moschee). Das Gebäude, das al-Walid abtrat, war eine ehemalige byzantinische Kirche, die in eine Moschee umgewandelt worden war. Dieser Vorgängerbau stammte aus der Zeit des Kaisers Theodosius; als Baumaterial hatten ältere Spolien gedient. Die Ausgrabung legte eine Apsis frei; die Kirche war nach Meinung des Ausgräbers an Stelle eines paganen Tempels errichtet worden, von dem eine griechische Inschrift für den „Himmelsgott von Damaskus“ sowie ein Altar mit einem Stierrelief in römischem Stil gefunden wurde. Der epigraphisch genannte Himmelsgott wird mit Ba‘alšamin identifiziert und die Inschrift ins 2./3. Jahrhundert n. Chr. datiert. Es sind keine Aussagen darüber möglich, ob der Tempel an der Stelle der späteren Kirche stand, oder ob Spolien vom Gelände des Jupitertempels als Baumaterial hierher gebracht wurden. Man könnte auch vermuten, dass der pagane Tempel an der Stelle einer älteren (archäologisch nicht nachweisbaren) urchristlichen Hauskirche errichtet wurde.